# Комплекс з виробництва полівінілхлориду в Ештаррежа
Комплекс з виробництва полівінілхлориду в Ештаррежа – хімічний майданчик на півночі Португалії.
Завод почав роботу в 1963 році та випускав мономер вінілхлориду ацетиленовим методом, з подальшою полімеризацією мономеру у полівінілхлорид (ПВХ). Є відомості, що потужність майданчик по мономеру первісно становила 6 тисяч тонн на рік, а з плином часу досягнула 12 тисяч тонн, в той же час, фактичний випуск коливався від 3,2 до 14 тисяч тонн на рік. У 1986-му продукування власного мономеру припинили і майданчик перейшов на використання привізної сировини. З 1993-го він отримує її по трубопроводу Авейру – Ештаррежа.
Станом на 1994 рік потужність заводу по ПВХ становила 70 тисяч тонн на рік, в 2001-му цей показник довели до 185 тисяч тонн, а в 2012-му збільшили до 220 тисяч тонн. Втім, в 2014-му унаслідок реструктуризації потужність дещо зменшили – до 195 тисяч тонн ПВХ на рік. У 2016 році накопичений випуск ПВХ за всю історію заводу досягнув 5 млн тонн.
Майданчик належить Companhia Industrial de resinas Sinteticas (CIRES), яку первісно створили 5 японських та 2 португальські інвестори. З 2009-го року контроль над CIRES сконцентрувала японська компанія Shin-Etsu (вона ж володіє заводом мономеру вінілхлориду у нідерландському Ботлеку).